# Leucastea westermanni
Leucastea westermanni es una especie de coleóptero de la familia Megalopodidae.

## Distribución geográfica
Habita en Guinea (África).